# 魏吉祥
魏吉祥（？年—？年），清朝武术家，八卦掌宗師董海川弟子，他在董海川墓志铭中排名第18，是董海川大弟子尹福的摯友，职业是保鏢，因擅用鹿角棒，人稱「鹿角魏」。